# St. Peter und Paul (Garrel)

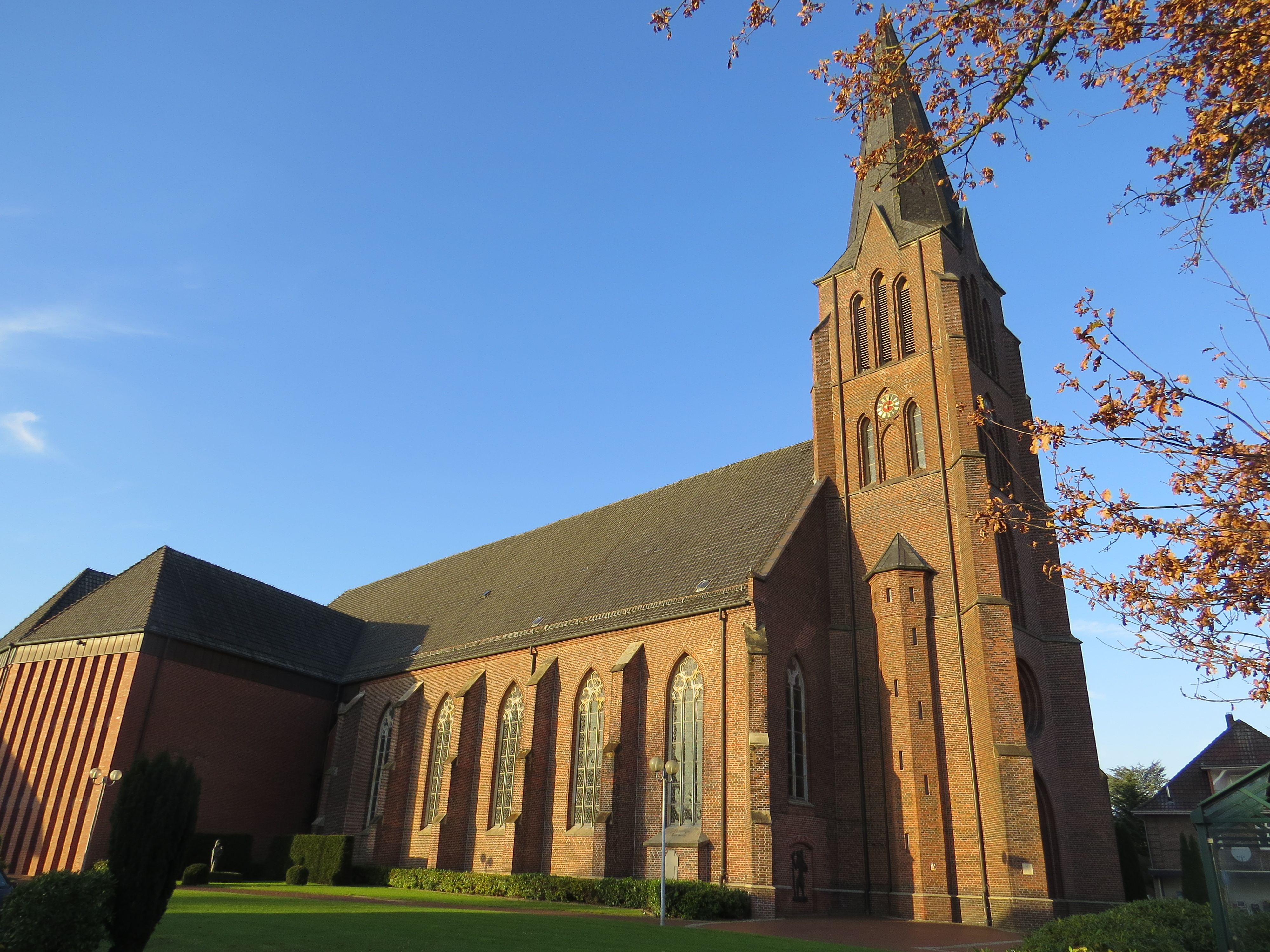
Ansicht von Südosten, links der Erweiterungsbau von 1966

St. Peter und Paul in Garrel ist die Pfarrkirche der katholischen Kirchengemeinde St. Johannes Baptist Garrel, die dem Dekanat Friesoythe des Bistums Münster angehört. 

## Geschichte und Beschreibung
Die Bauerschaft Garrel gehörte ursprünglich zur Pfarrei Krapendorf mit der Pfarrkirche St. Andreas. In Garrel bestand eine Fachwerkkapelle unbekannter Bauzeit mit dem Patrozinium Johannes des Täufers, die nach dem Bau der neuen Kirche 1871 zu einem Wohnhaus umgebaut wurde.
Die jetzige Kirche wurde von 1869 bis 1871 als neugotische Hallenkirche aus Backstein nach Plänen des Architekten Johann Bernhard Hensen errichtet. 1966 wurde die Kirche vergrößert, wobei Langhaus und Turm erhalten blieben.

## Ausstattung
In der Kirche befindet sich eine Pietà im Stil des späten Manierismus, die aus der St.-Andreas-Kirche in Cloppenburg (Krapendorf) stammt. Sie wurde 1654 gestiftet und wurde vom selben Künstler gefertigt wie die Pietà in St. Felizitas (Lüdinghausen). Aus dem 18. Jahrhundert stammen eine weitere Pietà, eine Strahlenkranzmadonna und drei Heiligenfiguren. Ein großes Kruzifix von 1854 wird Wilhelm Achtermann zugeschrieben. Die Orgel stammt von G. Christian Lobback aus dem Jahre 1980.